# Snovač rudozobý
Snovač rudozobý (Quelea quelea) je drobný, vrabci podobný pták, z čeledi snovačovitých žijící v subsaharské Africe. Je nejhojnějším druhem volně žijících ptáků. Počet jedinců je odhadován na 1,5 miliardy.

## Popis
Snovač rudozobý dorůstá velikosti 12,5 cm a hmotnosti 15 až 20 g. Existuje několik ras, které se od sebe barevně liší. Svatební šat samce je poměrně barevný, na čele, ze stran a na hrdle je černý – charakteristická černá škraboška, temeno hlavy, strany krku a spodní strana těla je hnědavá, někdy se znatelným růžovým nádechem – směrem k ocasu více bělavé. Na zádech, křídlech a ocase je žlutohnědý. Samcův zobák je po celý rok červený. Prostý šat samců je podobný samičímu. Samice je šedohnědá, nemá pro samce charakteristickou černou škrabošku, v době hnízdění má žlutý zobák, po zbytek roku je zobák samice černý.

## Prostředí
Žije ve velkých hejnech převážně ve stepích a savanách, nevyhýbá se ani osídleným oblastem.

## Hnízdění
Hnízdí ve velkých koloniích. Hnízdní sezóna začíná se začátkem období dešťů. Samec uplete hrubý základ vejčitého hnízda ze stébel trav, samice základní konstrukci ohodnotí a po páření spolu se samcem dokončí. Samice sedí na dvou až čtyřech modrých vejcích. Délka sezení je 12 dní. Mláďata jsou několik dní krmena housenkami a na bílkoviny bohatým hmyzem, poté již semeny trav. Délka hnízdní péče se pohybuje kolem 14 dní. Pohlavně dospívají po jednom roku života. Dožívají se dvou až tří let.

## Potrava
Potravu snovače rudozobého tvoří semena trav a obilí. Po vyhnízdění se za potravou pohybuje ve velkých hejnech. Dokáže překonávat značné vzdálenosti a svou hojností dokáže působit značné škody na obilninách.